# Jean Sébastien Falgayrac
Pour les articles homonymes, voir Falgayrac.
Jean Joseph Sébastien Falgayrac est un homme politique français né le 20 janvier 1765 à Gaillac (Tarn) et mort à Sainte-Croix (aujourd'hui quartier intégré au Mans, dans la Sarthe) le 2 avril 1850.
Médecin à Gaillac, il est assesseur du juge de paix en 1797, puis président de l'administration municipale de Gaillac en 1798. Conseiller de préfecture en 1800, il est sous-préfet de Lavaur pendant les Cent-Jours. Resté à l'écart sous la Restauration, il est député du Tarn de 1831 à 1834, siégeant au centre gauche. Il prend sa retraite de conseiller de préfecture en 1842.

## Sources
- « Jean Sébastien Falgayrac », dans Adolphe Robert et Gaston Cougny, Dictionnaire des parlementaires français, Edgar Bourloton, 1889-1891 [détail de l’édition]